# Oberea lacana
Oberea lacana là một loài bọ cánh cứng trong họ Cerambycidae.